# Cao Văn Trọng
Cao Văn Trọng (sinh ngày 9 tháng 9 năm 1961) là một chính trị gia người Việt Nam. Ông nguyên là Phó Bí thư Tỉnh ủy Bến Tre, Chủ tịch Ủy ban nhân dân tỉnh Bến Tre, đại biểu Quốc hội Việt Nam khóa XIV nhiệm kì 2016-2021, thuộc đoàn đại biểu quốc hội tỉnh Bến Tre, Trưởng Đoàn đại biểu Quốc hội tỉnh Bến Tre, Ủy viên Ủy ban Tài chính-Ngân sách của Quốc hội. Ông lần đầu trúng cử đại biểu Quốc hội năm 2016 ở đơn vị bầu cử số 1 tỉnh Bến Tre gồm thành phố Bến Tre và các huyện: Châu Thành, Bình Đại.

## Xuất thân
Cao Văn Trọng sinh ngày 9 tháng 9 năm 1961 quê quán ở xã Mỹ Hoà, huyện Ba Tri, tỉnh Bến Tre. 
Ông hiện cư trú ở Số 275B, khu phố 1, phường 8, thành phố Bến Tre, tỉnh Bến Tre.

## Giáo dục
- Giáo dục phổ thông: 12/12
- Đại học chuyên ngành Kinh tế công nghiệp
- Đại học chuyên ngành Hành chính
- Thạc sĩ chính sách công
- Cử nhân lí luận chính trị

## Sự nghiệp
Ông gia nhập Đảng Cộng sản Việt Nam vào ngày 22/12/1994.
Ông từng là đại biểu hội đồng nhân dân tỉnh Bến Tre nhiệm kỳ 2011 - 2016.
Tháng 6 năm 2015, Cao Văn Trọng, Phó Chủ tịch Thường trực UBND tỉnh Bến Tre được bầu làm Chủ tịch UBND tỉnh Bến Tre nhiệm kỳ 2011 - 2016.
Khi lần đầu ứng cử đại biểu Quốc hội Việt Nam khóa XIV vào tháng 5 năm 2016 ông đang là Phó Bí thư Tỉnh ủy, Bí thư Ban cán sự Đảng, Chủ tịch Ủy ban nhân dân tỉnh Bến Tre, làm việc ở Ủy ban nhân dân tỉnh Bến Tre.
Ông đã trúng cử đại biểu Quốc hội năm 2016 ở đơn vị bầu cử số 1 tỉnh Bến Tre gồm thành phố Bến Tre và các huyện: Châu Thành, Bình Đại, được 191.412 phiếu, đạt tỷ lệ 61,32% số phiếu hợp lệ.
Ngày 27 tháng 6 năm 2016, tại kì họp thứ nhất Hội đồng nhân dân tỉnh Bến Tre khóa 9 nhiệm kì 2016-2021, Cao Văn Trọng tái đắc cử chức vụ Chủ tịch Ủy ban nhân dân tỉnh Bến Tre nhiệm kì 2016-2021.
Ông hiện là Phó Bí thư Tỉnh ủy, Chủ tịch Ủy ban nhân dân tỉnh, Trưởng Đoàn đại biểu Quốc hội tỉnh Bến Tre, Ủy viên Ủy ban Tài chính, Ngân sách của Quốc hội.
Ông đang làm việc ở Ủy ban nhân dân tỉnh Bến Tre.

## Kỷ luật
Theo kết luận thanh tra ngày 02/04/2021, công tác quản lý và sử dụng đất tại tỉnh Bến Tre trong giai đoạn 2015 - 2018 xảy ra nhiều vi phạm và không loại trừ các yếu tố tiêu cực. Chủ tịch UBND bị đề nghị kiểm điểm vì liên quan đến các sai phạm này.